# Азотно равновесие
Азотно равновесие или азотен баланс е относителното равновесие между приетото в организма и разпаднатото при обмяната на веществата количество на белтъци, изразено в азот. Азотно равновесие у възрастния човек изисква денонощно средно около 16 — 18 грама азот или около 100 – 110 грама белтъци. При недоимък се получава нарушено азотно равновесие.